# Лишайся онлайн
«Лишайся онлайн» (англ. Stay Online) — український драматичний фільм 2023 року у форматі «скринлайф» режисерки Єви Стрельнікової про вторгнення Росії в Україну.
Світова прем'єра відбулась 22 липня на кінофестивалі «Фантазія» в Монреалі, а в Україні — 25 жовтня 2023 року. Дата виходу фільму в прокат на території України призначена на 28 березня 2024 року.
Виробництво фільму здійснено компаніями AMO Pictures, Mamas Film Production, Об'єднання Українських Продюсерів (ОУП).
Кінотеатральну дистрибуцію в Україні здійснює FILM.UA Distribution та Kinomania Film Dustribution. 

## Сюжет
У центрі сюжету фільму – дівчина Катерина, якій на початку повномасштабного вторгнення Росії до України в лютому 2022 року випадково дістається ноутбук незнайомого чоловіка. Катя ховається від ракетних обстрілів вдома, намагаючись знайти власника ноутбука, який зник після російських ударів. Ризикуючи своїм життям та життям близьких, Катя намагається врятувати незнайомих українців.

## Деталі виробництва
Виробництво стрічки здійснено компаніями AMO Pictures, Mamas Film Production, Об'єднання Українських Продюсерів (ОУП).
Фільм було відзнято за 15 днів. 200 акторів брало участь у кастингу на ролі. З них, 30 актрис на головну роль Каті, та 80 дітей на роль Сави. Драму знімали у двох країнах: Україна та Швеція, та у чотирьох містах — Київ, Львів, Ірпінь, Готланд. 
Єва Стрельнікова зазначила, що формат «скринлайф» був запропонований Антоном Скрипцем, сценаристом та продюсером, «не тільки через неможливість знайти достатньо коштів на класичний ігровий сценарій під час війни, але й тому, що ця війна відбувається на ноутбуках, телефонах і в усіх соціальних мережах».

### Творча команда
- Режисерка: Єва Стрельнікова
- Сценаристи: Єва Стрельнікова та Антон Скрипець
- Продюсери: Антон Скрипець, Анатолій Дудінський, Алла Липовецька, Марина Квасова
- Оператор-постановник: Костянтин Пономарьов
- Композитор: Томаш Лукач
- Звукорежисер: Данило Прядка
- Режисер монтажу: Віктор Гринчук
- Кастинг-директорка: Анна Сахарова
- VFX: Антон Винник
- 1AD: Марія Перегонцева

## Акторський склад
- Єлизавета Зайцева — Катя
- Олександр Рудинський — Вітя
- Гордій Дзюбинський — Сава
- Роман Лях — Андрій
- Олександр Ярема — дядь Толя
- Олеся Жураківська — мама
- Євген Ковирзанов — Гаврілов
- Ірина Тамім — російська матір-2
- Катерина Кістень — російська матір-1
- Антон Скрипець — Раян

## Критика
Кінострічка «Лишайся онлайн» отримала схвальні відгуки кінокритиків в Україні та закордоном. 

## Фестивалі
- Міжнародний кінофестиваль «Фантазія» (2023)
- Київський Міжнародний кінофестиваль "Молодість" (2023)

## Нагороди
- 2023: Найкращий перший ігровий фільм — Міжнародний кінофестиваль «Фантазія», Монреаль, Канада[10]